# Tunjuelo
Tunjuelo je rijeka u Kolumbiji, pritoka rijeke Bogote. Pripada porječju rijeke Magdalene.

## Vanjske poveznice
|  | Zajednički poslužitelj ima još gradiva o temi Tunjuelo |